# LOVERS feat. 加藤ミリヤ
「LOVERS feat. 加藤ミリヤ」（ラバーズ フィーチャリング かとうミリヤ）は、若旦那が2012年10月17日にリリースした配信シングル。DVD BOOKは2012年10月18日に発売。

## 概要
- 配信シングルとしては「いのち〜桜の記憶〜」から約1年7ヵ月振りとなる。
- 2007年10月17日にリリースされた「LALALA feat. 若旦那」以来となる加藤ミリヤとのコラボレーション曲であり、本作は男性目線の楽曲と位置づけられている。PVは、2012年9月8日にみやざき臨海公園サンマリーナ宮崎で行われた「FREEDOM aozora 2012 九州」で初披露した時のライブバーションと4人の人気モデル（武智志穂・青柳文子・三戸なつめ・中田クルミ）が出演しているドラマ仕立てのバージョンの2種類が存在する。
- 同日には加藤ミリヤによる「LOVERS partII feat.若旦那」がCDシングルとしてリリースされている。こちらは女性目線の楽曲と位置づけられている。
- 配信日の翌日である10月18日には、DVD BOOKが宝島社から発売され、DVDには「LOVERS feat. 加藤ミリヤ」のPVの2バージョンと2人のインタビューに加え、「FREEDOM aozora 2012 九州」で披露した「LALALA feat. 若旦那」のライブ映像などが収録され、ブックレットには2人の撮り下ろしPHOTOとロングインタビューが掲載されている。

## 収録曲

### 配信
1. LOVERS feat. 加藤ミリヤ
（作詞・作曲：若旦那、Miliyah / 編曲：若旦那、AILI、橘井健一）

### DVD BOOK
DVD
1. レコーディング・ドキュメンタリー
2. LALALA feat. 若旦那 ライヴ映像
3. LOVERS feat. 加藤ミリヤ Music Video -Live Version-
4. 恋愛妄想talking about LOVERS
5. LOVERS feat. 加藤ミリヤ Music Video

ブックレット
1. 若旦那×加藤ミリヤ ロングインタビュー
2. 若旦那×加藤ミリヤ 撮り下ろしPHOTO